# ¡Quiero besarlo señor!
¡Quiero besarlo señor! es una película filmada en colores de Argentina dirigida por Hugo Moser según su propio guion que se estrenó el 2 de agosto de 1973 y que tuvo como protagonistas a Guillermo Bredeston, Soledad Silveyra, Jorge Barreiro, Tincho Zabala y Dorys del Valle. Filmada en Mar del Plata.

## Sinopsis
Un mecánico y un creativo publicitario conocen a la hija de un industrial y a su amiga, cuando viajan a Mar del Plata.

## Reparto
- Guillermo Bredeston
- Soledad Silveyra
- Jorge Barreiro
- Tincho Zabala
- Dorys del Valle
- Ulises Dumont
- Ricardo Espalter
- Enrique Almada
- Olinda Bozán
- Enrique Liporace
- Julia Sandoval
- Cristina Alberó
- Luis María Mathé
- Mario Luciani
- Aldo Kaiser
- Andrés Turnes
- Rodolfo Onetto
- Aldo Bigatti
- Germán Vega
- Virginia Romay
- Manolita Serra
- Mangacha Gutiérrez
- Nelly Prince
- Estela Vidal
- Rubén Tobías

## Comentarios
El Heraldo del Cine opinó:

”La experiencia de Moser para abordar problemas sociales domésticos queda demostrada a medias con este discreto pero entretenido enfoque de los clásicos enredos de verano.”

Manrupe y Portela escriben:

”Comedia arbitraria e insustancial…con algunos buenos cómicos en el cast y las habituales citas de Moser a la actualidad política.”